# Борково (Славенський повіт)
Борково (пол. Borkowo) — село в Польщі, у гміні Малехово Славенського повіту Західнопоморського воєводства.
Населення — 358 осіб (2011).

## Демографія
Демографічна структура станом на 31 березня 2011 року:
|          | Загалом | Допрацездатний вік | Працездатний вік | Постпрацездатний вік |
| -------- | ------- | ------------------ | ---------------- | -------------------- |
| Чоловіки | 176     | 33                 | 126              | 17                   |
| Жінки    | 182     | 36                 | 104              | 42                   |
| Разом    | 358     | 69                 | 230              | 59                   |